# WTA-seizoen 2024
Het WTA-seizoen in 2024 bestaat uit de internationale tennistoernooien die door de WTA worden georganiseerd in het kalenderjaar 2024. In onderstaand overzicht zijn voor de overzichtelijkheid ook de Olympische Spelen, de grandslamtoernooien en de Billie Jean King Cup toegevoegd, hoewel deze door de ITF worden georganiseerd.

## Legenda

### Categoriekleuren
| Grandslamtoernooien        |
| Olympische Spelen          |
| Eindejaarskampioenschappen |
| WTA 1000                   |
| WTA 500                    |
| WTA 250                    |
| WTA 125                    |
| Toernooien voor teams      |

### Codering
De codering voor het aantal deelnemers is als volgt:
"128S/96Q/64D/32X" betekent:
- 128 deelnemers aan hoofdtoernooi vrouwenenkelspel (S)
- 96 deelnemers aan het vrouwenkwalificatietoernooi (Q)
- 64 koppels in het vrouwendubbelspel (D)
- 32 koppels in het gemengd dubbelspel (X)

Alle toernooien worden in principe buiten gespeeld, tenzij anders vermeld.
RR = groepswedstrijden ("round robin"), (i) = indoor (overdekt)

## WTA-toernooikalender

### Januari
| week van              | toernooi                                                                                            | winnares                                                          | verliezend finaliste                                                  | uitslag finale   |         |
| --------------------- | --------------------------------------------------------------------------------------------------- | ----------------------------------------------------------------- | --------------------------------------------------------------------- | ---------------- | ------- |
| 1 januari             | United Cup Perth, Sydney, Australië Landenteamcompetitie A$ 5.000.000 - hardcourt - 18 teams        | Duitsland – Angelique Kerber – Alexander Zverev – Laura Siegemund | Polen – Iga Świątek – Hubert Hurkacz – Katarzyna Piter, Jan Zieliński | 2–1              | details |
| 1 januari             | Brisbane International Brisbane, Australië WTA 500 $ 1.736.763 - hardcourt - 48S/24Q/24D            | Jelena Rybakina                                                   | Aryna Sabalenka                                                       | 6-0, 6-3         | details |
| 1 januari             | Brisbane International Brisbane, Australië WTA 500 $ 1.736.763 - hardcourt - 48S/24Q/24D            | Ljoedmyla Kitsjenok Jeļena Ostapenko                              | Greet Minnen Heather Watson                                           | 7-5, 6-2         | details |
| 1 januari             | ASB Classic Auckland, Nieuw-Zeeland WTA 250 $ 267.082 - hardcourt - 32S/24Q/15D                     | Cori Gauff                                                        | Elina Svitolina                                                       | 6-7, 6-3, 6-3    | details |
| 1 januari             | ASB Classic Auckland, Nieuw-Zeeland WTA 250 $ 267.082 - hardcourt - 32S/24Q/15D                     | Anna Danilina Viktória Hrunčáková                                 | Marie Bouzková Bethanie Mattek-Sands                                  | 6-3, 6-7, [10-8] | details |
| 1 januari             | Workday Canberra International Canberra, Australië WTA 125 $ 164.000 - gravel - 32S/32Q/16D         | Nuria Párrizas Díaz                                               | Harriet Dart                                                          | 6-4, 6-3         | details |
| 1 januari             | Workday Canberra International Canberra, Australië WTA 125 $ 164.000 - gravel - 32S/32Q/16D         | Veronika Erjavec Darja Semeņistaja                                | Kaylah McPhee Astra Sharma                                            | 6-2, 6-4         | details |
| 8 januari             | Adelaide International Adelaide, Australië WTA 500 $ 922.573 - hardcourt - 30S/24Q/16D              | Jeļena Ostapenko                                                  | Darja Kasatkina                                                       | 6-3, 6-2         | details |
| 8 januari             | Adelaide International Adelaide, Australië WTA 500 $ 922.573 - hardcourt - 30S/24Q/16D              | Beatriz Haddad Maia Taylor Townsend                               | Caroline Garcia Kristina Mladenovic                                   | 7-5, 6-3         | details |
| 8 januari             | Hobart International Hobart, Australië WTA 250 $ 267.082 - hardcourt - 32S/24Q/16D                  | Emma Navarro                                                      | Elise Mertens                                                         | 6-1, 4-6, 7-5    | details |
| 8 januari             | Hobart International Hobart, Australië WTA 250 $ 267.082 - hardcourt - 32S/24Q/16D                  | Chan Hao-ching Giuliana Olmos                                     | Guo Hanyu Jiang Xinyu                                                 | 6-3, 6-3         | details |
| 15 januari 22 januari | Australian Open Melbourne, Australië ITF grandslamtoernooi A$ 43.250.000 - hardcourt - 128S/64D/32X | Aryna Sabalenka                                                   | Zheng Qinwen                                                          | 6-3, 6-2         | details |
| 15 januari 22 januari | Australian Open Melbourne, Australië ITF grandslamtoernooi A$ 43.250.000 - hardcourt - 128S/64D/32X | Hsieh Su-wei Elise Mertens                                        | Ljoedmyla Kitsjenok Jeļena Ostapenko                                  | 6-1, 7-5         | details |
| 15 januari 22 januari | Australian Open Melbourne, Australië ITF grandslamtoernooi A$ 43.250.000 - hardcourt - 128S/64D/32X | Hsieh Su-wei Jan Zieliński                                        | Desirae Krawczyk Neal Skupski                                         | 6-7, 6-4, [11-9] | details |
| 29 januari            | Upper Austria Ladies Linz Linz, Oostenrijk WTA 500 $ 922.573 - hardcourt (i) - 28S/24Q/16D          | Jeļena Ostapenko                                                  | Jekaterina Aleksandrova                                               | 6-2, 6-3         | details |
| 29 januari            | Upper Austria Ladies Linz Linz, Oostenrijk WTA 500 $ 922.573 - hardcourt (i) - 28S/24Q/16D          | Sara Errani Jasmine Paolini                                       | Nicole Melichar-Martinez Ellen Perez                                  | 7-5, 4-6, [10-7] | details |
| 29 januari            | Thailand Open Hua Hin, Thailand WTA 250 $ 267.082 - hardcourt - 32S/24Q/16D                         | Diana Sjnajder                                                    | Zhu Lin                                                               | 6-3, 2-6, 6-1    | details |
| 29 januari            | Thailand Open Hua Hin, Thailand WTA 250 $ 267.082 - hardcourt - 32S/24Q/16D                         | Miyu Kato Aldila Sutjiadi                                         | Guo Hanyu Jiang Xinyu                                                 | 6-4, 1-6, [10-7] | details |

### Februari
| week van    | toernooi                                                                                                   | winnares                             | verliezend finaliste                 | uitslag finale |         |
| ----------- | --- | ------------------------------------ | ------------------------------------ | -------------- | ------- |
| 5 februari  | Mubadala Abu Dhabi Open Abu Dhabi, Ver. Arabische Emiraten WTA 500 $ 922.573 - hardcourt - 28S/24Q/16D     | Jelena Rybakina                      | Darja Kasatkina                      | 6-1, 6-4       | details |
| 5 februari  | Mubadala Abu Dhabi Open Abu Dhabi, Ver. Arabische Emiraten WTA 500 $ 922.573 - hardcourt - 28S/24Q/16D     | Sofia Kenin Bethanie Mattek-Sands    | Linda Nosková Heather Watson         | 6-4, 7-6       | details |
| 5 februari  | Transylvania Open Cluj-Napoca, Roemenië WTA 250 $ 267.082 - hardcourt (i) - 32S/24Q/16D                    | Karolína Plíšková                    | Ana Bogdan                           | 6-4, 6-3       | details |
| 5 februari  | Transylvania Open Cluj-Napoca, Roemenië WTA 250 $ 267.082 - hardcourt (i) - 32S/24Q/16D                    | Caty McNally Asia Muhammad           | Harriet Dart Tereza Mihalíková       | 6-3, 6-4       | details |
| 5 februari  | Mumbai Open Mumbai, India WTA 125 $ 115.000 - hardcourt - 32S/24Q/16D                                      | Darja Semeņistaja                    | Storm Hunter                         | 5-7, 7-6, 6-2  | details |
| 5 februari  | Mumbai Open Mumbai, India WTA 125 $ 115.000 - hardcourt - 32S/24Q/16D                                      | Dalila Jakupović Sabrina Santamaria  | Arianne Hartono Prarthana Thombare   | 6-4, 6-3       | details |
| 12 februari | Qatar TotalEnergies Open Doha, Qatar WTA 1000 $ 3.211.715 - hardcourt - 56S/32Q/28D                        | Iga Świątek                          | Jelena Rybakina                      | 7-6, 6-2       | details |
| 12 februari | Qatar TotalEnergies Open Doha, Qatar WTA 1000 $ 3.211.715 - hardcourt - 56S/32Q/28D                        | Demi Schuurs Luisa Stefani           | Caroline Dolehide Desirae Krawczyk   | 6-4, 6-2       | details |
| 19 februari | Dubai Tennis Championships Dubai, Veren. Arabische Emiraten WTA 1000 $ 3.211.715 - hardcourt - 56S/32Q/28D | Jasmine Paolini                      | Anna Kalinskaja                      | 4-6, 7-5, 7-5  | details |
| 19 februari | Dubai Tennis Championships Dubai, Veren. Arabische Emiraten WTA 1000 $ 3.211.715 - hardcourt - 56S/32Q/28D | Storm Hunter Kateřina Siniaková      | Nicole Melichar-Martinez Ellen Perez | 6-4, 6-2       | details |
| 19 februari | Puerto Vallarta Open Puerto Vallarta, Mexico WTA 125 $ 115.000 - hardcourt - 32S/8Q/8D                     | McCartney Kessler                    | Taylah Preston                       | 5-7, 6-3, 6-0  | details |
| 19 februari | Puerto Vallarta Open Puerto Vallarta, Mexico WTA 125 $ 115.000 - hardcourt - 32S/8Q/8D                     | Iryna Sjymanovitsj Renata Zarazúa    | Angelica Moratelli Camilla Rosatello | 6-2, 7-6       | details |
| 26 februari | San Diego Open San Diego, Verenigde Staten WTA 500 $ 922.573 - hardcourt - 28S/24Q/16D                     | Katie Boulter                        | Marta Kostjoek                       | 5-7, 6-2, 6-2  | details |
| 26 februari | San Diego Open San Diego, Verenigde Staten WTA 500 $ 922.573 - hardcourt - 28S/24Q/16D                     | Nicole Melichar-Martinez Ellen Perez | Desirae Krawczyk Jessica Pegula      | 6-1, 6-2       | details |
| 26 februari | ATX Open Austin, Verenigde Staten WTA 250 $ 267.082 - hardcourt - 32S/24Q/16D                              | Yuan Yue                             | Wang Xiyu                            | 6-4, 7-6       | details |
| 26 februari | ATX Open Austin, Verenigde Staten WTA 250 $ 267.082 - hardcourt - 32S/24Q/16D                              | Olivia Gadecki Olivia Nicholls       | Katarzyna Kawa Bibiane Schoofs       | 6-2, 6-4       | details |

### Maart
| week van          | toernooi                                                                                            | winnares                             | verliezend finaliste              | uitslag finale    |         |
| ----------------- | --------------------------------------------------------------------------------------------------- | ------------------------------------ | --------------------------------- | ----------------- | ------- |
| 4 maart 11 maart  | BNP Paribas Open Indian Wells, Verenigde Staten WTA 1000 $ 9.258.080 - hardcourt - 96S/48Q/32D      | Iga Świątek                          | Maria Sakkari                     | 6-4, 6-0          | details |
| 4 maart 11 maart  | BNP Paribas Open Indian Wells, Verenigde Staten WTA 1000 $ 9.258.080 - hardcourt - 96S/48Q/32D      | Hsieh Su-wei Elise Mertens           | Storm Hunter Kateřina Siniaková   | 6-3, 6-4          | details |
| 11 maart          | Fifth Third Charleston 125 Charleston, Verenigde Staten WTA 125 $ 115.000 - hardcourt - 32S/16Q/16D | Elisabetta Cocciaretto               | Diana Sjnajder                    | 6-3, 6-2          | details |
| 11 maart          | Fifth Third Charleston 125 Charleston, Verenigde Staten WTA 125 $ 115.000 - hardcourt - 32S/16Q/16D | Olivia Gadecki Olivia Nicholls       | Sara Errani Tereza Mihalíková     | 6-2, 6-1          | details |
| 18 maart 25 maart | Miami Open Miami, Verenigde Staten WTA 1000 $ 8.770.480 - hardcourt - 96S/48Q/32D                   | Danielle Collins                     | Jelena Rybakina                   | 7-5, 6-3          | details |
| 18 maart 25 maart | Miami Open Miami, Verenigde Staten WTA 1000 $ 8.770.480 - hardcourt - 96S/48Q/32D                   | Sofia Kenin Bethanie Mattek-Sands    | Gabriela Dabrowski Erin Routliffe | 4-6, 7-6, [11-9]  | details |
| 25 maart          | Megasaray Hotels Open Antalya, Turkije WTA 125 $ 115.000 - gravel - 32S/16Q/16D                     | Jéssica Bouzas Maneiro               | Irina-Camelia Begu                | 6-2, 4-6, 6-2     | details |
| 25 maart          | Megasaray Hotels Open Antalya, Turkije WTA 125 $ 115.000 - gravel - 32S/16Q/16D                     | Angelica Moratelli Camilla Rosatello | Tímea Babos Vera Zvonarjova       | 6-3, 3-6, [15-13] | details |
| 25 maart          | San Luis Open San Luis Potosí, Mexico WTA 125 $ 115.000 - gravel - 32S/8Q/16D                       | Nadia Podoroska                      | Francesca Jones                   | 6-1, 6-2          | details |
| 25 maart          | San Luis Open San Luis Potosí, Mexico WTA 125 $ 115.000 - gravel - 32S/8Q/16D                       | Anna Bondár Tamara Zidanšek          | Laura Pigossi Katarzyna Piter     | walk-over         | details |

### April
| week van          | toernooi                                                                                                | winnares | verliezend finaliste | uitslag finale |         |
| ----------------- | --- | --- | --- | --- | ------- |
| 1 april           | Charleston Open Charleston, Verenigde Staten WTA 500 $ 922.573 - gravel - 48S/24Q/16D                   | Danielle Collins | Darja Kasatkina | 6-2, 6-1 | details |
| 1 april           | Charleston Open Charleston, Verenigde Staten WTA 500 $ 922.573 - gravel - 48S/24Q/16D                   | Ashlyn Krueger Sloane Stephens | Ljoedmyla Kitsjenok Nadija Kitsjenok | 1-6, 6-3, [10-7] | details |
| 1 april           | Copa Colsanitas Bogotá, Colombia WTA 250 $ 267.082 - gravel - 32S/24Q/16D                               | Camila Osorio | Marie Bouzková | 6-3, 7-6 | details |
| 1 april           | Copa Colsanitas Bogotá, Colombia WTA 250 $ 267.082 - gravel - 32S/24Q/16D                               | Cristina Bucșa Kamilla Rachimova | Anna Bondár Irina Chromatsjova | 7-6, 3-6, [10-8] | details |
| 1 april           | Open Internacional Femení Solgironès La Bisbal d'Empordà, Spanje WTA 125 $ 115.000 - gravel - 32S/8Q/8D | María Lourdes Carlé | Rebeka Masarova | 3-6, 6-1, 6-2 | details |
| 1 april           | Open Internacional Femení Solgironès La Bisbal d'Empordà, Spanje WTA 125 $ 115.000 - gravel - 32S/8Q/8D | Miriam Kolodziejová Anna Sisková | Tímea Babos Dalma Gálfi | walk-over | details |
| 8 april           | ITF Billie Jean King Cup (kwalificatieronde)                                                            | Australië 4–0 Mexico Polen 4–0 Zwitserland Verenigd Koninkrijk 3–1 Frankrijk Verenigde Staten 4–0 België Japan 3–1 Kazachstan Duitsland 3–1 Brazilië Slowakije 4–0 Slovenië Roemenië 3–2 Oekraïne | Australië 4–0 Mexico Polen 4–0 Zwitserland Verenigd Koninkrijk 3–1 Frankrijk Verenigde Staten 4–0 België Japan 3–1 Kazachstan Duitsland 3–1 Brazilië Slowakije 4–0 Slovenië Roemenië 3–2 Oekraïne | Australië 4–0 Mexico Polen 4–0 Zwitserland Verenigd Koninkrijk 3–1 Frankrijk Verenigde Staten 4–0 België Japan 3–1 Kazachstan Duitsland 3–1 Brazilië Slowakije 4–0 Slovenië Roemenië 3–2 Oekraïne | details |
| 15 april          | Porsche Tennis Grand Prix Stuttgart, Duitsland WTA 500 $ 922.573 - gravel (i) - 28S/16Q/16D             | Jelena Rybakina | Marta Kostjoek | 6-2, 6-2 | details |
| 15 april          | Porsche Tennis Grand Prix Stuttgart, Duitsland WTA 500 $ 922.573 - gravel (i) - 28S/16Q/16D             | Chan Hao-ching Veronika Koedermetova | Ulrikke Eikeri Ingrid Neel | 4-6, 6-3, [10-2] | details |
| 15 april          | Open de Rouen Rouen, Frankrijk WTA 250 $ 267.082 - gravel (i) - 32S/24Q/16D                             | Sloane Stephens | Magda Linette | 6-1, 2-6, 6-2 | details |
| 15 april          | Open de Rouen Rouen, Frankrijk WTA 250 $ 267.082 - gravel (i) - 32S/24Q/16D                             | Tímea Babos Irina Chromatsjova | Naiktha Bains Maia Lumsden | 6-3, 6-4 | details |
| 15 april          | Oeiras Ladies Open Oeiras, Portugal WTA 125 $ 164.000 - gravel - 32S/16Q/16D                            | Suzan Lamens | Clara Tauson | 6-4, 5-7, 6-4 | details |
| 15 april          | Oeiras Ladies Open Oeiras, Portugal WTA 125 $ 164.000 - gravel - 32S/16Q/16D                            | Francisca Jorge Matilde Jorge | Harriet Dart Kristina Mladenovic | 6-0, 6-4 | details |
| 22 april 29 april | Mutua Madrid Open Madrid, Spanje WTA 1000 € 7.679.965 - gravel - 96S/48Q/32D                            | Iga Świątek | Aryna Sabalenka | 7-5, 4-6, 7-6 | details |
| 22 april 29 april | Mutua Madrid Open Madrid, Spanje WTA 1000 € 7.679.965 - gravel - 96S/48Q/32D                            | Cristina Bucșa Sara Sorribes Tormo | Barbora Krejčíková Laura Siegemund | 6-0, 6-2 | details |
| 29 april          | L'Open 35 de Saint-Malo Saint-Malo, Frankrijk WTA 125 $ 115.000 - gravel - 32S/14Q/16D                  | Loïs Boisson | Chloé Paquet | 4-6, 7-6, 6-3 | details |
| 29 april          | L'Open 35 de Saint-Malo Saint-Malo, Frankrijk WTA 125 $ 115.000 - gravel - 32S/14Q/16D                  | Amina Ansjba Anastasia Dețiuc | Estelle Cascino Carole Monnet | 7-6, 2-6, [10-5] | details |
| 29 april          | Catalonia Open Lleida, Spanje WTA 125 $ 115.000 - gravel - 32S/8Q/16D                                   | Kateřina Siniaková | Mayar Sherif | 6-4, 4-6, 6-3 | details |
| 29 april          | Catalonia Open Lleida, Spanje WTA 125 $ 115.000 - gravel - 32S/8Q/16D                                   | Nicole Melichar-Martinez Ellen Perez | Katarzyna Piter Mayar Sherif | 7-5, 6-2 | details |

### Mei
| week van      | toernooi                                                                                     | winnares                               | verliezend finaliste                    | uitslag finale   |         |
| ------------- | -------------------------------------------------------------------------------------------- | -------------------------------------- | --------------------------------------- | ---------------- | ------- |
| 6 mei 13 mei  | Internazionali BNL d'Italia Rome, Italië WTA 1000 $ 5.509.771 - gravel - 96S/48Q/32D         | Iga Świątek                            | Aryna Sabalenka                         | 6-2, 6-3         | details |
| 6 mei 13 mei  | Internazionali BNL d'Italia Rome, Italië WTA 1000 $ 5.509.771 - gravel - 96S/48Q/32D         | Sara Errani Jasmine Paolini            | Cori Gauff Erin Routliffe               | 6-3, 4-6, [10-8] | details |
| 13 mei        | Parma Ladies Open Parma, Italië WTA 125 $ 115.000 - gravel - 32S/8Q/10D                      | Anna Karolína Schmiedlová              | Mayar Sherif                            | 7-5, 2-6, 6-4    | details |
| 13 mei        | Parma Ladies Open Parma, Italië WTA 125 $ 115.000 - gravel - 32S/8Q/10D                      | Anna Danilina Irina Chromatsjova       | Elixane Lechemia Ingrid Gamarra Martins | 6-1, 6-2         | details |
| 13 mei        | Trophée Clarins Parijs, Frankrijk WTA 125 $ 115.000 - gravel - 32S/8Q/8D                     | Diana Sjnajder                         | Emma Navarro                            | 6-2, 3-6, 6-4    | details |
| 13 mei        | Trophée Clarins Parijs, Frankrijk WTA 125 $ 115.000 - gravel - 32S/8Q/8D                     | Asia Muhammad Aldila Sutjiadi          | Monica Niculescu Zhu Lin                | 7-6, 4-6, [11-9] | details |
| 20 mei        | Internationaux de Strasbourg Straatsburg, Frankrijk WTA 500 $ 922.573 - gravel - 28S/16Q/16D | Madison Keys                           | Danielle Collins                        | 6-1, 6-2         | details |
| 20 mei        | Internationaux de Strasbourg Straatsburg, Frankrijk WTA 500 $ 922.573 - gravel - 28S/16Q/16D | Cristina Bucșa Monica Niculescu        | Asia Muhammad Aldila Sutjiadi           | 3-6, 6-4, [10-6] | details |
| 20 mei        | GP SAR La Princesse Lalla Meryem Rabat, Marokko WTA 250 $ 267.082 - gravel - 32S/16Q/16D     | Peyton Stearns                         | Mayar Sherif                            | 6-2, 6-1         | details |
| 20 mei        | GP SAR La Princesse Lalla Meryem Rabat, Marokko WTA 250 $ 267.082 - gravel - 32S/16Q/16D     | Irina Chromatsjova Jana Sizikova       | Anna Danilina Xu Yifan                  | 6-3, 6-2         | details |
| 27 mei 3 juni | Roland Garros Parijs, Frankrijk ITF grandslamtoernooi € 26.739.000 - gravel - 128S/64D/32X   | Iga Świątek                            | Jasmine Paolini                         | 6-2, 6-1         | details |
| 27 mei 3 juni | Roland Garros Parijs, Frankrijk ITF grandslamtoernooi € 26.739.000 - gravel - 128S/64D/32X   | Cori Gauff Kateřina Siniaková          | Sara Errani Jasmine Paolini             | 7-6, 6-3         | details |
| 27 mei 3 juni | Roland Garros Parijs, Frankrijk ITF grandslamtoernooi € 26.739.000 - gravel - 128S/64D/32X   | Laura Siegemund Édouard Roger-Vasselin | Desirae Krawczyk Neal Skupski           | 6-4, 7-5         | details |

### Juni
| week van | toernooi                                                                                      | winnares                              | verliezend finaliste                 | uitslag finale   |         |
| -------- | --------------------------------------------------------------------------------------------- | ------------------------------------- | ------------------------------------ | ---------------- | ------- |
| 3 juni   | Open delle Puglie Bari, Italië WTA 125 $ 115.000 - gravel - 32S/8Q/8D                         | Anca Todoni                           | Panna Udvardy                        | 6-4, 6-0         | details |
| 3 juni   | Open delle Puglie Bari, Italië WTA 125 $ 115.000 - gravel - 32S/8Q/8D                         | Anna Danilina Irina Chromatsjova      | Angelica Moratelli Renata Zarazúa    | 6-1, 6-3         | details |
| 3 juni   | Makarska Open Makarska, Kroatië WTA 125 $ 115.000 - gravel - 32S/8Q/8D                        | Katie Volynets                        | Mayar Sherif                         | 3-6, 6-2, 6-1    | details |
| 3 juni   | Makarska Open Makarska, Kroatië WTA 125 $ 115.000 - gravel - 32S/8Q/8D                        | Sabrina Santamaria Iryna Sjymanovitsj | Nao Hibino Oksana Kalasjnikova       | 6-4, 3-6, [10-6] | details |
| 10 juni  | Libéma Open Rosmalen, Nederland WTA 250 $ 267.082 - gras - 32S/24Q/16D                        | Ljoedmila Samsonova                   | Bianca Andreescu                     | 4-6, 6-3, 7-5    | details |
| 10 juni  | Libéma Open Rosmalen, Nederland WTA 250 $ 267.082 - gras - 32S/24Q/16D                        | Ingrid Neel Bibiane Schoofs           | Tereza Mihalíková Olivia Nicholls    | 7-6, 6-3         | details |
| 10 juni  | Rothesay Open Nottingham, Verenigd Koninkrijk WTA 250 $ 267.082 - gras - 32S/24Q/16D          | Katie Boulter                         | Karolína Plíšková                    | 4-6, 6-3, 6-2    | details |
| 10 juni  | Rothesay Open Nottingham, Verenigd Koninkrijk WTA 250 $ 267.082 - gras - 32S/24Q/16D          | Gabriela Dabrowski Erin Routliffe     | Harriet Dart Diane Parry             | 5-7, 6-3, [11-9] | details |
| 10 juni  | Open Internacional de Valencia Valencia, Spanje WTA 125 $ 115.000 - gravel - 32S/16Q/8D       | Ann Li                                | Viktoriya Tomova                     | 6-3, 6-4         | details |
| 10 juni  | Open Internacional de Valencia Valencia, Spanje WTA 125 $ 115.000 - gravel - 32S/16Q/8D       | Katarzyna Piter Fanny Stollár         | Angelica Moratelli Renata Zarazúa    | 6-1, 4-6, [10-8] | details |
| 17 juni  | ecotrans Ladies Open Berlijn, Duitsland WTA 500 $ 922.573 - gras - 28S/24Q/16D                | Jessica Pegula                        | Anna Kalinskaja                      | 6-7, 6-4, 7-6    | details |
| 17 juni  | ecotrans Ladies Open Berlijn, Duitsland WTA 500 $ 922.573 - gras - 28S/24Q/16D                | Wang Xinyu Zheng Saisai               | Chan Hao-ching Veronika Koedermetova | 6-2, 7-5         | details |
| 17 juni  | Rothesay Classic Birmingham, Verenigd Koninkrijk WTA 250 $ 267.082 - gras - 32S/22Q/16D       | Joelija Poetintseva                   | Ajla Tomljanović                     | 6-1, 7-6         | details |
| 17 juni  | Rothesay Classic Birmingham, Verenigd Koninkrijk WTA 250 $ 267.082 - gras - 32S/22Q/16D       | Hsieh Su-wei Elise Mertens            | Miyu Kato Zhang Shuai                | 6-1, 6-3         | details |
| 17 juni  | Veneto Open Gaiba, Italië WTA 125 $ 115.000 - gras - 32S/8Q/8D                                | Alycia Parks                          | Bernarda Pera                        | 6-3, 6-1         | details |
| 17 juni  | Veneto Open Gaiba, Italië WTA 125 $ 115.000 - gras - 32S/8Q/8D                                | Hailey Baptiste Alycia Parks          | Miriam Kolodziejová Anna Sisková     | 7-6, 6-2         | details |
| 24 juni  | Bad Homburg Open Bad Homburg, Duitsland WTA 500 $ 922.573 - gras - 32S/8Q/16D                 | Diana Sjnajder                        | Donna Vekić                          | 6-3, 2-6, 6-3    | details |
| 24 juni  | Bad Homburg Open Bad Homburg, Duitsland WTA 500 $ 922.573 - gras - 32S/8Q/16D                 | Nicole Melichar-Martinez Ellen Perez  | Chan Hao-ching Veronika Koedermetova | 4-6, 6-3, [10-8] | details |
| 24 juni  | Rothesay International Eastbourne, Verenigd Koninkrijk WTA 500 $ 922.573 - gras - 28S/24Q/16D | Darja Kasatkina                       | Leylah Fernandez                     | 6-3, 6-4         | details |
| 24 juni  | Rothesay International Eastbourne, Verenigd Koninkrijk WTA 500 $ 922.573 - gras - 28S/24Q/16D | Ljoedmyla Kitsjenok Jeļena Ostapenko  | Gabriela Dabrowski Erin Routliffe    | 5-7, 7-6, [10-8] | details |

### Juli
| week van      | toernooi                                                                                            | winnares                               | verliezend finaliste                      | uitslag finale      |         |
| ------------- | --------------------------------------------------------------------------------------------------- | -------------------------------------- | ----------------------------------------- | ------------------- | ------- |
| 1 juli 8 juli | Wimbledon Londen, Verenigd Koninkrijk ITF grandslamtoernooi £ 25.000.000 - gras - 128S/128Q/64D/32X | Barbora Krejčíková                     | Jasmine Paolini                           | 6-2, 2-6, 6-4       | details |
| 1 juli 8 juli | Wimbledon Londen, Verenigd Koninkrijk ITF grandslamtoernooi £ 25.000.000 - gras - 128S/128Q/64D/32X | Kateřina Siniaková Taylor Townsend     | Gabriela Dabrowski Erin Routliffe         | 7-6, 7-6            | details |
| 1 juli 8 juli | Wimbledon Londen, Verenigd Koninkrijk ITF grandslamtoernooi £ 25.000.000 - gras - 128S/128Q/64D/32X | Hsieh Su-wei Jan Zieliński             | Giuliana Olmos Santiago González          | 6-4, 6-2            | details |
| 8 juli        | Nordea Open Båstad, Zweden WTA 125 $ 115.000 - gravel - 32S/–Q/16D                                  | Martina Trevisan                       | Ann Li                                    | 6-2, 6-2            | details |
| 8 juli        | Nordea Open Båstad, Zweden WTA 125 $ 115.000 - gravel - 32S/–Q/16D                                  | Peangtarn Plipuech Tsao Chia-yi        | María Lourdes Carlé Julia Riera           | 7-5, 6-3            | details |
| 8 juli        | Grand Est Open 88 Contrexéville, Frankrijk WTA 125 $ 115.000 - gravel - 32S/12Q/8D                  | Lucia Bronzetti                        | Mayar Sherif                              | 6-4, 6-7, 7-5       | details |
| 8 juli        | Grand Est Open 88 Contrexéville, Frankrijk WTA 125 $ 115.000 - gravel - 32S/12Q/8D                  | Oksana Kalasjnikova Iryna Sjymanovitsj | Wu Fang-hsien Zhang Shuai                 | 5-7, 6-3, [10-7]    | details |
| 15 juli       | Hungarian Grand Prix Boedapest, Hongarije WTA 250 $ 267.082 - gravel - 32S/24Q/16D                  | Diana Sjnajder                         | Aljaksandra Sasnovitsj                    | 6-4, 6-4            | details |
| 15 juli       | Hungarian Grand Prix Boedapest, Hongarije WTA 250 $ 267.082 - gravel - 32S/24Q/16D                  | Katarzyna Piter Fanny Stollár          | Anna Danilina Irina Chromatsjova          | 6-3, 3-6, [10-3]    | details |
| 15 juli       | Palermo Ladies Open Palermo, Italië WTA 250 $ 267.082 - gravel - 32S/24Q/16D                        | Zheng Qinwen                           | Karolína Muchová                          | 6-4, 4-6, 6-2       | details |
| 15 juli       | Palermo Ladies Open Palermo, Italië WTA 250 $ 267.082 - gravel - 32S/24Q/16D                        | Aleksandra Panova Jana Sizikova        | Yvonne Cavallé Reimers Aurora Zantedeschi | 4-6, 6-3, [10-5]    | details |
| 22 juli       | Iași Open Iași, Roemenië WTA 250 $ 267.082 - gravel - 31S/24Q/16D                                   | Mirra Andrejeva                        | Elina Avanesjan                           | 5-7, 7-5, 4-0, opg. | details |
| 22 juli       | Iași Open Iași, Roemenië WTA 250 $ 267.082 - gravel - 31S/24Q/16D                                   | Anna Danilina Irina Chromatsjova       | Aleksandra Panova Jana Sizikova           | 6-4, 6-2            | details |
| 22 juli       | Prague Open Praag, Tsjechië WTA 250 $ 267.082 - gravel - 32S/24Q/16D                                | Magda Linette                          | Magdalena Fręch                           | 6-2, 6-1            | details |
| 22 juli       | Prague Open Praag, Tsjechië WTA 250 $ 267.082 - gravel - 32S/24Q/16D                                | Barbora Krejčíková Kateřina Siniaková  | Bethanie Mattek-Sands Lucie Šafářová      | 6-3, 6-3            | details |
| 22 juli       | Polish Open Warschau, Polen WTA 125 $ 115.000 - hardcourt - 32S/8Q/8D                               | Alycia Parks                           | Maya Joint                                | 4-6, 6-3, 6-3       | details |
| 22 juli       | Polish Open Warschau, Polen WTA 125 $ 115.000 - hardcourt - 32S/8Q/8D                               | Weronika Falkowska Martyna Kubka       | Céline Naef Nina Stojanović               | 6-4, 7-6            | details |
| 29 juli       | Olympische Spelen Parijs, Frankrijk Olympische Spelen gravel - 64S/32D/16X                          | Zheng Qinwen                           | Donna Vekić                               | 6-2, 6-3            | details |
| 29 juli       | Olympische Spelen Parijs, Frankrijk Olympische Spelen gravel - 64S/32D/16X                          | Sara Errani Jasmine Paolini            | Mirra Andrejeva Diana Sjnajder            | 2-6, 6-1, [10-7]    | details |
| 29 juli       | Olympische Spelen Parijs, Frankrijk Olympische Spelen gravel - 64S/32D/16X                          | Kateřina Siniaková Tomáš Macháč        | Wang Xinyu Zhang Zhizhen                  | 6-2, 5-7, [10-8]    | details |
| 29 juli       | Mubadala Citi DC Open Washington, Verenigde Staten WTA 500 $ 922.573 - hardcourt - 28S/16Q/16D      | Paula Badosa Gibert                    | Marie Bouzková                            | 6-1, 4-6, 6-4       | details |
| 29 juli       | Mubadala Citi DC Open Washington, Verenigde Staten WTA 500 $ 922.573 - hardcourt - 28S/16Q/16D      | Asia Muhammad Taylor Townsend          | Jiang Xinyu Wu Fang-hsien                 | 7-6, 6-3            | details |

### Augustus
| week van                | toernooi                                                                                         | winnares                             | verliezend finaliste                 | uitslag finale   |         |
| ----------------------- | ------------------------------------------------------------------------------------------------ | ------------------------------------ | ------------------------------------ | ---------------- | ------- |
| 5 augustus              | National Bank Open Toronto, Canada WTA 1000 $ 3.211.715 - hardcourt - 56S/32Q/28D                | Jessica Pegula                       | Amanda Anisimova                     | 6-3, 2-6, 6-1    | details |
| 5 augustus              | National Bank Open Toronto, Canada WTA 1000 $ 3.211.715 - hardcourt - 56S/32Q/28D                | Caroline Dolehide Desirae Krawczyk   | Gabriela Dabrowski Erin Routliffe    | 7-6, 3-6, [10-7] | details |
| 5 augustus              | Ladies Hamburg Open Hamburg, Duitsland WTA 125 $ 115.000 - gravel - 32S/8Q/8D                    | Anna Bondár                          | Arantxa Rus                          | 6-4, 6-2         | details |
| 5 augustus              | Ladies Hamburg Open Hamburg, Duitsland WTA 125 $ 115.000 - gravel - 32S/8Q/8D                    | Anna Bondár Kimberley Zimmermann     | Arantxa Rus Nina Stojanović          | 5-7, 6-3, [11-9] | details |
| 12 augustus             | Cincinnati Open Cincinnati, Verenigde Staten WTA 1000 $ 3.211.715 - hardcourt - 56S/32Q/28D      | Aryna Sabalenka                      | Jessica Pegula                       | 6-3, 7-5         | details |
| 12 augustus             | Cincinnati Open Cincinnati, Verenigde Staten WTA 1000 $ 3.211.715 - hardcourt - 56S/32Q/28D      | Asia Muhammad Erin Routliffe         | Leylah Fernandez Joelija Poetintseva | 3-6, 6-1, [10-4] | details |
| 12 augustus             | Barranquilla Open Barranquilla, Colombia WTA 125 $ 115.000 - hardcourt - 32S/10Q/8D              | Nadia Podoroska                      | Tatjana Maria                        | 6-2, 1-6, 6-3    | details |
| 12 augustus             | Barranquilla Open Barranquilla, Colombia WTA 125 $ 115.000 - hardcourt - 32S/10Q/8D              | Jessica Failla Hiroko Kuwata         | Quinn Gleason Ingrid Gamarra Martins | 4-6, 7-6, [10-7] | details |
| 19 augustus             | Abierto GNP Seguros Monterrey, Mexico WTA 500 $ 922.573 - hardcourt - 28S/16Q/16D                | Linda Nosková                        | Lulu Sun                             | 7-6, 6-4         | details |
| 19 augustus             | Abierto GNP Seguros Monterrey, Mexico WTA 500 $ 922.573 - hardcourt - 28S/16Q/16D                | Guo Hanyu Monica Niculescu           | Giuliana Olmos Aleksandra Panova     | 3-6, 6-3, [10-4] | details |
| 19 augustus             | Tennis in the Land Cleveland, Verenigde Staten WTA 250 $ 267.082 - hardcourt - 32S/16Q/16D       | McCartney Kessler                    | Beatriz Haddad Maia                  | 1-6, 6-1, 7-5    | details |
| 19 augustus             | Tennis in the Land Cleveland, Verenigde Staten WTA 250 $ 267.082 - hardcourt - 32S/16Q/16D       | Cristina Bucșa Xu Yifan              | Shuko Aoyama Eri Hozumi              | 3-6, 6-3, [10-6] | details |
| 26 augustus 2 september | US Open New York, Verenigde Staten ITF grandslamtoernooi $ 37.500.000 - hardcourt - 128S/64D/32X | Aryna Sabalenka                      | Jessica Pegula                       | 7-5, 7-5         | details |
| 26 augustus 2 september | US Open New York, Verenigde Staten ITF grandslamtoernooi $ 37.500.000 - hardcourt - 128S/64D/32X | Ljoedmyla Kitsjenok Jeļena Ostapenko | Kristina Mladenovic Zhang Shuai      | 6-4, 6-3         | details |
| 26 augustus 2 september | US Open New York, Verenigde Staten ITF grandslamtoernooi $ 37.500.000 - hardcourt - 128S/64D/32X | Sara Errani Andrea Vavassori         | Taylor Townsend Donald Young         | 7-6, 7-5         | details |

### September
| week van                  | toernooi                                                                               | winnares                                     | verliezend finaliste                  | uitslag finale   |         |
| ------------------------- | -------------------------------------------------------------------------------------- | -------------------------------------------- | ------------------------------------- | ---------------- | ------- |
| 2 september               | Montreux Open Montreux, Zwitserland WTA 125 $ 115.000 - gravel - 32S/16Q/8D            | Irina-Camelia Begu                           | Petra Marčinko                        | 1-6, 6-3, 6-0    | details |
| 2 september               | Montreux Open Montreux, Zwitserland WTA 125 $ 115.000 - gravel - 32S/16Q/8D            | Quinn Gleason Ingrid Gamarra Martins         | María Lourdes Carlé Simona Waltert    | 6-3, 4-6, [10-7] | details |
| 2 september               | Guadalajara 125 Open Guadalajara, Mexico WTA 125 $ 115.000 - hardcourt - 32S/8Q/8D     | Kamilla Rachimova                            | Tatjana Maria                         | 6-3, 6-7, 6-3    | details |
| 2 september               | Guadalajara 125 Open Guadalajara, Mexico WTA 125 $ 115.000 - hardcourt - 32S/8Q/8D     | Katarzyna Piter Fanny Stollár                | Angelica Moratelli Sabrina Santamaria | 6-4, 7-5         | details |
| 9 september               | Guadalajara Open Akron Guadalajara, Mexico WTA 500 $ 922.573 - hardcourt - 28S/24Q/16D | Magdalena Fręch                              | Olivia Gadecki                        | 7-6, 6-4         | details |
| 9 september               | Guadalajara Open Akron Guadalajara, Mexico WTA 500 $ 922.573 - hardcourt - 28S/24Q/16D | Anna Danilina Irina Chromatsjova             | Oksana Kalasjnikova Kamilla Rachimova | 2-6, 7-5, [10-7] | details |
| 9 september               | Jasmin Open Monastir, Tunesië WTA 250 $ 267.082 - hardcourt - 32S/24Q/16D              | Sonay Kartal                                 | Rebecca Šramková                      | 6-3, 7-5         | details |
| 9 september               | Jasmin Open Monastir, Tunesië WTA 250 $ 267.082 - hardcourt - 32S/24Q/16D              | Anna Blinkova Mayar Sherif                   | Alina Kornejeva Anastasija Zacharova  | 2-6, 6-1, [10-8] | details |
| 9 september               | Zavarovalnica Sava Ljubljana, Slovenië WTA 125 $ 115.000 - gravel - 32S/8Q/16D         | Jil Teichmann                                | Nuria Párrizas Díaz                   | 7-6, 6-4         | details |
| 9 september               | Zavarovalnica Sava Ljubljana, Slovenië WTA 125 $ 115.000 - gravel - 32S/8Q/16D         | Nuria Brancaccio Leyre Romero Gormaz         | Lina Gjorcheska Jil Teichmann         | 5-7, 7-5, [10-7] | details |
| 9 september               | Țiriac Foundation Trophy Boekarest, Roemenië WTA 125 $ 115.000 - gravel - 32S/16Q/8D   | Miriam Bulgaru                               | Kathinka von Deichmann                | 6-3, 1-6, 6-4    | details |
| 9 september               | Țiriac Foundation Trophy Boekarest, Roemenië WTA 125 $ 115.000 - gravel - 32S/16Q/8D   | Carole Monnet Darja Semeņistaja              | Aliona Bolsova Katarzyna Kawa         | 1-6, 6-2, [10-7] | details |
| 16 september              | Korea Open Seoel, Zuid-Korea WTA 500 $ 922.573 - hardcourt - 28S/24Q/16D               | Beatriz Haddad Maia                          | Darja Kasatkina                       | 1-6, 6-4, 6-1    | details |
| 16 september              | Korea Open Seoel, Zuid-Korea WTA 500 $ 922.573 - hardcourt - 28S/24Q/16D               | Nicole Melichar-Martinez Ljoedmila Samsonova | Miyu Kato Zhang Shuai                 | 6-1, 6-0         | details |
| 16 september              | Thailand Open Hua Hin, Thailand WTA 250 $ 267.082 - hardcourt - 32S/22Q/16D            | Rebecca Šramková                             | Laura Siegemund                       | 6-4, 6-4         | details |
| 16 september              | Thailand Open Hua Hin, Thailand WTA 250 $ 267.082 - hardcourt - 32S/22Q/16D            | Anna Danilina Irina Chromatsjova             | Eudice Chong Moyuka Uchijima          | 6-4, 7-5         | details |
| 23 september 30 september | China Open Peking, China WTA 1000 $ 8.955.610 - hardcourt - 96S/48Q/32D                | Cori Gauff                                   | Karolína Muchová                      | 6-1, 6-3         | details |
| 23 september 30 september | China Open Peking, China WTA 1000 $ 8.955.610 - hardcourt - 96S/48Q/32D                | Sara Errani Jasmine Paolini                  | Chan Hao-ching Veronika Koedermetova  | 6-4, 6-4         | details |
| 30 september              | Hong Kong Open Hongkong, China SAR WTA 125 $ 115.000 - hardcourt - 32S/8Q/8D           | Ajla Tomljanović                             | Clara Tauson                          | 4-6, 6-4, 6-4    | details |
| 30 september              | Hong Kong Open Hongkong, China SAR WTA 125 $ 115.000 - hardcourt - 32S/8Q/8D           | Monica Niculescu Elena Gabriela Ruse         | Nao Hibino Makoto Ninomiya            | 6-3, 5-7, [10-5] | details |

### Oktober
| week van   | toernooi                                                                              | winnares                             | verliezend finaliste                 | uitslag finale   |         |
| ---------- | ------------------------------------------------------------------------------------- | ------------------------------------ | ------------------------------------ | ---------------- | ------- |
| 7 oktober  | Wuhan Open Wuhan, China WTA 1000 $ 3.221.715 - hardcourt - 56S/32Q/28D                | Aryna Sabalenka                      | Zheng Qinwen                         | 6-3, 5-7, 6-3    | details |
| 7 oktober  | Wuhan Open Wuhan, China WTA 1000 $ 3.221.715 - hardcourt - 56S/32Q/28D                | Anna Danilina Irina Chromatsjova     | Asia Muhammad Jessica Pegula         | 6-3, 7-6         | details |
| 14 oktober | Ningbo Open Ningbo, China WTA 500 $ 922.573 - hardcourt - 28S/24Q/16D                 | Darja Kasatkina                      | Mirra Andrejeva                      | 6-0, 4-6, 6-4    | details |
| 14 oktober | Ningbo Open Ningbo, China WTA 500 $ 922.573 - hardcourt - 28S/24Q/16D                 | Demi Schuurs Yuan Yue                | Nicole Melichar-Martinez Ellen Perez | 6-3, 6-3         | details |
| 14 oktober | Japan Open Osaka, Japan WTA 250 $ 267.082 - hardcourt - 32S/24Q/16D                   | Suzan Lamens                         | Kimberly Birrell                     | 6-0, 6-4         | details |
| 14 oktober | Japan Open Osaka, Japan WTA 250 $ 267.082 - hardcourt - 32S/24Q/16D                   | Ena Shibahara Laura Siegemund        | Cristina Bucșa Monica Niculescu      | 3-6, 6-2, [10-2] | details |
| 21 oktober | Toray Pan Pacific Open Tokio, Japan WTA 500 $ 922.573 - hardcourt - 28S/24Q/16D       | Zheng Qinwen                         | Sofia Kenin                          | 7-6, 6-3         | details |
| 21 oktober | Toray Pan Pacific Open Tokio, Japan WTA 500 $ 922.573 - hardcourt - 28S/24Q/16D       | Shuko Aoyama Eri Hozumi              | Ena Shibahara Laura Siegemund        | 6-4, 7-6         | details |
| 21 oktober | Guangzhou Open Guangzhou, China WTA 250 $ 267.082 - hardcourt - 32S/24Q/16D           | Olga Danilović                       | Caroline Dolehide                    | 6-3, 6-1         | details |
| 21 oktober | Guangzhou Open Guangzhou, China WTA 250 $ 267.082 - hardcourt - 32S/24Q/16D           | Kateřina Siniaková Zhang Shuai       | Katarzyna Piter Fanny Stollár        | 6-4, 6-1         | details |
| 21 oktober | Abierto Tampico Tampico, Mexico WTA 125 $ 115.000 - hardcourt - 32S/16Q/16D           | Marina Stakusic                      | Anna Blinkova                        | 6-4, 2-6, 6-4    | details |
| 21 oktober | Abierto Tampico Tampico, Mexico WTA 125 $ 115.000 - hardcourt - 32S/16Q/16D           | Carmen Corley Rebecca Marino         | Alina Kornejeva Polina Koedermetova  | 6-3, 6-3         | details |
| 28 oktober | Hong Kong Tennis Open Hongkong, China SAR WTA 250 $ 267.082 - hardcourt - 32S/24Q/16D | Diana Sjnajder                       | Katie Boulter                        | 6-1, 6-2         | details |
| 28 oktober | Hong Kong Tennis Open Hongkong, China SAR WTA 250 $ 267.082 - hardcourt - 32S/24Q/16D | Ulrikke Eikeri Makoto Ninomiya       | Shuko Aoyama Eri Hozumi              | 6-4, 4-6, [11-9] | details |
| 28 oktober | Jiangxi Open Jiujiang, China WTA 250 $ 267.082 - hardcourt - 32S/16Q/16D              | Viktorija Golubic                    | Rebecca Šramková                     | 6-3, 7-5         | details |
| 28 oktober | Jiangxi Open Jiujiang, China WTA 250 $ 267.082 - hardcourt - 32S/16Q/16D              | Guo Hanyu Moyuka Uchijima            | Katarzyna Piter Fanny Stollár        | 7-6, 7-5         | details |
| 28 oktober | Mérida Open Mérida, Mexico WTA 250 $ 267.082 - hardcourt - 32S/16Q/14D                | Zeynep Sönmez                        | Ann Li                               | 6-2, 6-1         | details |
| 28 oktober | Mérida Open Mérida, Mexico WTA 250 $ 267.082 - hardcourt - 32S/16Q/14D                | Quinn Gleason Ingrid Gamarra Martins | Magali Kempen Lara Salden            | 6-4, 6-4         | details |
| 28 oktober | Bolivia Open Santa Cruz, Bolivia WTA 125 $ 115.000 - gravel - 32S/8Q/8D               | Anca Todoni                          | Emiliana Arango                      | 7-6, 6-0         | details |
| 28 oktober | Bolivia Open Santa Cruz, Bolivia WTA 125 $ 115.000 - gravel - 32S/8Q/8D               | Nuria Brancaccio Leyre Romero Gormaz | Aliona Bolsova Valerija Strachova    | 6-4, 6-4         | details |

### November
| week van                | toernooi                                                                                               | winnares | verliezend finaliste | uitslag finale |         |
| ----------------------- | --- | --- | --- | --- | ------- |
| 4 november              | WTA Finals Riyad, Saoedi-Arabië Officieus wereldkampioenschap $ 15.250.000 - hardcourt - 8S(RR)/8D(RR) | Cori Gauff | Zheng Qinwen | 3-6, 6-4, 7-6 | details |
| 4 november              | WTA Finals Riyad, Saoedi-Arabië Officieus wereldkampioenschap $ 15.250.000 - hardcourt - 8S(RR)/8D(RR) | Gabriela Dabrowski Erin Routliffe | Kateřina Siniaková Taylor Townsend | 7-5, 6-3 | details |
| 4 november              | Dow Tennis Classic Midland, Verenigde Staten WTA 125 $ 115.000 - hardcourt (i) - 32S/16Q/15D           | Rebecca Marino | Alycia Parks | 6-2, 6-1 | details |
| 4 november              | Dow Tennis Classic Midland, Verenigde Staten WTA 125 $ 115.000 - hardcourt (i) - 32S/16Q/15D           | Emily Appleton Maia Lumsden | Ariana Arseneault Mia Kupres | 6-2, 4-6, [10-5] | details |
| 4 november              | Cali Open Cali, Colombia WTA 125 $ 115.000 - gravel - 32S/16Q/15D                                      | Irina-Camelia Begu | Veronika Erjavec | 6-3, 6-3 | details |
| 4 november              | Cali Open Cali, Colombia WTA 125 $ 115.000 - gravel - 32S/16Q/15D                                      | Veronika Erjavec Kristina Mladenovic | Tara Würth Katarina Zavatska | 6-2, 7-6 | details |
| 11 november             | ITF Billie Jean King Cup (play-offs)                                                                   | Zwitserland 4–0 Servië Kazachstan 3–1 Zuid-Korea Colombia 3–2 Frankrijk Nederland 3–1 Slovenië China 3–2 België Oekraïne 3–2 Oostenrijk Brazilië 3–2 Argentinië Denemarken 3–2 Mexico | Zwitserland 4–0 Servië Kazachstan 3–1 Zuid-Korea Colombia 3–2 Frankrijk Nederland 3–1 Slovenië China 3–2 België Oekraïne 3–2 Oostenrijk Brazilië 3–2 Argentinië Denemarken 3–2 Mexico | Zwitserland 4–0 Servië Kazachstan 3–1 Zuid-Korea Colombia 3–2 Frankrijk Nederland 3–1 Slovenië China 3–2 België Oekraïne 3–2 Oostenrijk Brazilië 3–2 Argentinië Denemarken 3–2 Mexico | details |
| 11 november 18 november | ITF Billie Jean King Cup (eindtoernooi) Málaga, Spanje                                                 | Italië | Slowakije | 2–0 | details |
| 18 november             | Fifth Third Charleston 125 Charleston, Verenigde Staten WTA 125 $ 115.000 - gravel - 32S/8Q/15D        | Renata Zarazúa | Hanna Chang | 6-1, 7-6 | details |
| 18 november             | Fifth Third Charleston 125 Charleston, Verenigde Staten WTA 125 $ 115.000 - gravel - 32S/8Q/15D        | Nuria Brancaccio Leyre Romero Gormaz | Kayla Cross Liv Hovde | 7-6, 6-2 | details |
| 18 november             | LP Open Colina, Chili WTA 125 $ 115.000 - gravel - 32S/8Q/14D                                          | Nina Stojanović | María Lourdes Carlé | 3-6, 6-4, 6-4 | details |
| 18 november             | LP Open Colina, Chili WTA 125 $ 115.000 - gravel - 32S/8Q/14D                                          | Mayar Sherif Nina Stojanović | Léolia Jeanjean Kristina Mladenovic | walk-over | details |
| 25 november             | Argentina Open Buenos Aires, Argentinië WTA 125 $ 115.000 - gravel - 32S/8Q/8D                         | Mayar Sherif | Katarzyna Kawa | 6-3, 4-6, 6-4 | details |
| 25 november             | Argentina Open Buenos Aires, Argentinië WTA 125 $ 115.000 - gravel - 32S/8Q/8D                         | Maja Chwalińska Katarzyna Kawa | Laura Pigossi Mayar Sherif | 6-4, 3-6, [10-7] | details |

### December
| week van   | toernooi                                                                                  | winnares                             | verliezend finaliste                   | uitslag finale |         |
| ---------- | ----------------------------------------------------------------------------------------- | ------------------------------------ | -------------------------------------- | -------------- | ------- |
| 2 december | Open In Arte Angers Loire Angers, Frankrijk WTA 125 $ 115.000 - hardcourt (i) - 32S/8Q/8D | Alycia Parks                         | Belinda Bencic                         | 7-6, 3-6, 6-0  | details |
| 2 december | Open In Arte Angers Loire Angers, Frankrijk WTA 125 $ 115.000 - hardcourt (i) - 32S/8Q/8D | Monica Niculescu Elena Gabriela Ruse | Belinda Bencic Céline Naef             | 6-3, 6-4       | details |
| 2 december | MundoTênis Open Florianópolis, Brazilië WTA 125 $ 115.000 - gravel - 32S/8Q/16D           | Maja Chwalińska                      | Ylena In-Albon                         | 6-1, 6-2       | details |
| 2 december | MundoTênis Open Florianópolis, Brazilië WTA 125 $ 115.000 - gravel - 32S/8Q/16D           | Maja Chwalińska Laura Pigossi        | Nicole Fossa Huergo Valerija Strachova | 7-6, 6-3       | details |
| 9 december | Open BLS de Limoges Limoges, Frankrijk WTA 125 $ 115.000 - hardcourt (i) - 32S/8Q/8D      | Viktorija Golubic                    | Céline Naef                            | 7-5, 6-4       | details |
| 9 december | Open BLS de Limoges Limoges, Frankrijk WTA 125 $ 115.000 - hardcourt (i) - 32S/8Q/8D      | Elsa Jacquemot Margaux Rouvroy       | Erika Andrejeva Séléna Janicijevic     | 6-4, 6-3       | details |

## Primeurs
Speelsters die in 2024 hun eerste WTA-enkelspeltitel wonnen:
- Emma Navarro (VS) in Hobart, Australië
- Darja Semeņistaja (Letland) in Mumbai, India
- Yuan Yue (China) in Austin, VS
- Jéssica Bouzas Maneiro (Spanje) in Antalya, Turkije
- Suzan Lamens (Nederland) in Oeiras, Portugal
- Loïs Boisson (Frankrijk) in Saint-Malo, Frankrijk
- Peyton Stearns (VS) in Rabat, Marokko
- Anca Todoni (Roemenië) in Bari, Italië
- Katie Volynets (VS) in Makarska, Kroatië
- Mirra Andrejeva in Iași, Roemenië
- Linda Nosková (Tsjechië) in Monterrey, Mexico
- Kamilla Rachimova in Guadalajara, Mexico
- Sonay Kartal (VK) in Monastir, Tunesië
- Miriam Bulgaru (Roemenië) in Boekarest, Roemenië
- Rebecca Šramková (Slowakije) in Hua Hin, Thailand
- Marina Stakusic (Canada) in Tampico, Mexico
- Zeynep Sönmez (Turkije) in Mérida, Mexico
- Rebecca Marino (Canada) in Midland, VS
- Nina Stojanović (Servië) in Colina, Chili